# 庇护十二世与中国

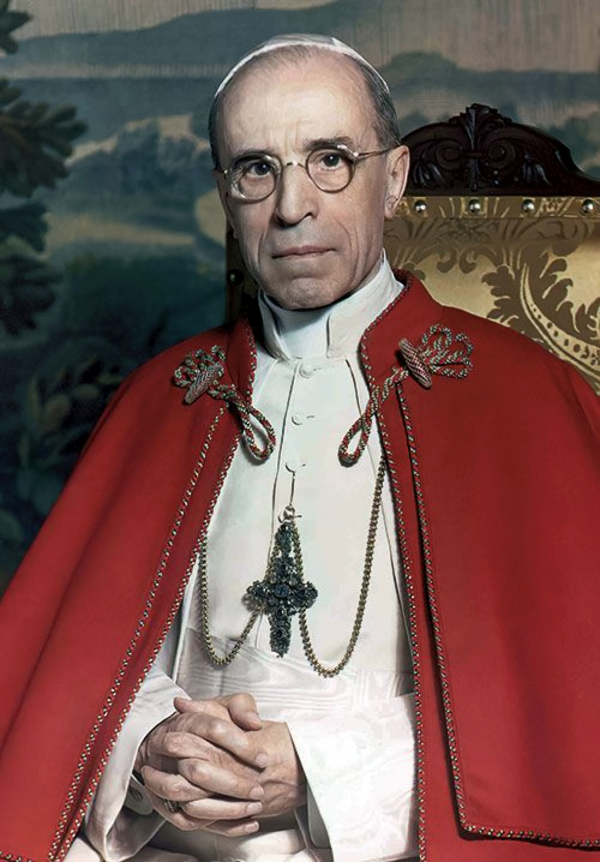
教宗庇護十二世

庇护十二世与中国包括从1939年到1958年，天主教會与中国的关系。它开始于天主教會在1939年承认中国礼仪，在1946年提拔了第一位中国枢机，在中国建立圣统制，在五十年代初期中國对天主教会的迫害，以及在1957年成立独立于聖座的中国天主教爱国会。

## 中国礼仪
几个世纪以来，天主教会吸納中国信眾很困难，因为它不承认他们儒家尊重死者家属的习俗。中国人視之為一个傳統的仪式；但对天主教會而言，这是違反天主教教义的宗教活动，因此教会在中国进展甚微。教宗庇护十二世在他当选的同年，戏剧性地改变了政策。1939年12月8日，傳信部應他要求发表新指令，不再认定中国习俗是迷信，而是一种景仰亲属的体面方式，因此允许天主教徒这样做。教宗的法令改变了中国教会的处境，1942年6月中国国民政府与梵蒂冈建立外交关系，首任使节在1943年1月递交国书。 由于教会开始蓬勃发展，庇护十二世在中国建立了圣统制，将田耕莘主教提升为枢机主教，后来提升他为北京总主教。

## 1949年的天主教会
二战以后，大约有四百万中国人是天主教徒。这不到总人口的百分之一，但是人数增长迅速。1949年，在中国有20 个总教区、39个宗座监牧区，3080 名外国传教士，和2557名中国神父。
1949年新中国的成立，搁置了这些进展。中国天主教爱国会成立。自那时起，天主教会转入地下活动。规模大为减小，例如，在1948年，天主教会开办有254所孤儿院、196所医院，有81628 个床位。

## 迫害
1949年10月，毛泽东宣布中华人民共和国成立。1949年9月通过的宪法保障所有重要的自由，包括宗教自由，禁止对信徒的歧视，但是，政府所持的马克思主义思想观点，非常敌视宗教，并支持消灭它們。共产党很快就将宗教信仰等同于政治和意识形态的忠诚，特别敌视它认为在其控制之外的宗教团体。
在中国的城市，教会暂时受到了宽容。在农村地区，迫害始于1950年。从1950年7月23日和1951年2月制定了反对反革命活动的新法律 ，创建了对付“人民公敌”的法律工具。天主教神职人员经历了加大的监管力度。主教和神父被迫从事有辱人格的粗活谋生。
朝鲜战争爆发以后，美国等西方国家在其中发挥了主要作用，外国传教士（其中大多数是西方人）被指控是外国间谍，准备把这个国家转交给帝国主义势力。他们被驱逐出境，不得返回（直到今日）；所有传教会的财产均被没收。作出这一决定（既不监禁也不处决）是害怕可能引发一场中国和西方强国之间的国际战争。这一行动是为了象征中国从外国帝国主义获得解放。
基督教抗美援朝三自革新運動筹备委员会成立，宗旨在于谴责在中国的西方传教士。所有的教会都必须妖魔化外国传教士（即使他们已经工作了几十年），以及拒绝参加政治学习会议的中国基督徒。 
1950年7月，吴耀宗率领一个代表19个新教教会的代表团会见周恩来总理，在这次会见中起草了一份声明，呼吁基督徒支持政府。这导致了“三自爱国运动”的成立，以及在中国的基督教团体脱离所有与外国的关系。吴耀宗后来于1954年成为三自组织主席。
官方政策禁止中国宗教团体受到外国的控制。这对于罗马天主教徒特别困难，因为教宗被认为是外国势力。
天主教会被认为非常危险，因为它的教阶制度、全国性的网络和阻止政府渗透的能力。国家要求天主教徒全力效忠国家，取代对教宗的效忠；不得选择政治中立。
庇护十二世在他的通谕《致中国教会》中，对这些攻击和迫害作出了回应，虽然这篇通谕广泛涉及世界各地的天主教传教区，但是包括了他对于中国新的形势的看法。
- 即以目前来讲，在远东许多的国家，也染遍了殉教者的鲜血。我们确切知道有不少的公教信友，因为他们对于自己的宗教信仰坚定不移，同时还有不少的献身于天主的修女，本地的传教司铎，甚至还有不少的主教们，有从他们自己的住所被逐的，有将他们自己的财产充公的，有将他们放逐远处不与饮食而使其饥饿疲惫的，有将他们逮捕的，有将他们关在牢狱的，有将他们放在集中营的，有将他残酷地处以死刑的。
- 当我们想到这些可爱的子女们所遭遇的困难、迫害及死亡时，极沉重的忧伤，立时会压向我们的心灵。我们不但以慈父般的心情爱慕他们，我们更以慈父般的敬意尊重他们；我们完全意料到，他们那极高度的责任感，是富有为教殉难的勇气。耶稣基督是第一个为道殉难者，他曾说：「如果人们迫害了我，也要迫害你们」[9]

1951年，教廷大使黎培里总主教被驱逐出中国。中国政府定义了三自运动（自治、自养、自传）。主教们将其解读为敌对的企图：以爱国主义和民族主义的借口，要求神职人员离开罗马教廷，因此加以抵制。到1953年，许多中外主教和司铎以及教友遭逮捕其中许多人在监狱中死亡。确切数字没有公布。

## 教宗的回应
庇护十二世在他1954年10月7日的通谕《致中华人民》，警告中国神父，一个国家教会将不再是天主教。他对于自养和自治采取了灵活的立场，指出教会认为传教士和财政援助活动只是作为过渡性的，因此总是优先考虑本地神职人员的培育。但是同时也不应该贬低其他基督徒的慷慨，因为是他们资助了传教活动。外国神父将基督的名带到中国，而不是作为敌对强国的间谍。 对于自传，教宗同意，讲道和教导的方式应根据不同的地方有所不同，在可能的情况下，考虑中华民族的独特性，和它古老的传统习俗，以便收获更多的果实。
1955年，政府在天主教上海教区进行大逮捕。在1955年9月8日夜晚，有200多位神职人员和信徒被捕，包括上海主教龚品梅，他拒绝支持脱离教廷的三自运动。

## 中国天主教爱国会
1957年7月，脱离梵蒂冈的中国天主教爱国会成立，因为罗马教廷被视为美国资本主义和侵略的工具（尽管天主教同时谴责资本主义和社会主义）。神父和主教要学习漫长的自愿再教育课程，学习马列主义，毛泽东思想和政策，以便在星期天用此来教育信徒。拒绝参加爱国会的神父被视为反革命分子。广州主教邓以明就是一位突出的“反革命分子”。自1957年以来，他一直被软禁，中间穿插有持续两至四个小时的自白会。他于1958年2月5日被捕，被指控讲道来自于庇护十二世的通谕致中华人民。其他外国出生的主教被监禁，审判或流放。在所有主教被逮捕、杀害和驱逐以后，政府宣布主教位置空缺，于是安排自己的候选人。1958年3月24日和26日，爱国会主教接管了汉口和武昌教区。其他教区也照样实行：赶走合法的天主教主教，并将他们合法的代理主教关进监狱。庇护十二世表示强烈抗议，发布他的最后一个通谕。天主教不再存在。外国传教士被驱逐，国内教会的命运不为外界所知。

## 庇护十二世的最后通谕
庇护十二世在通谕《宗徒之长》中，抗议这一新的迫害，这个通谕问道，为什么忠心的好天主教徒会变成分裂的，并得出结论，长达一个月无休止的再教育课程，以及身体和心理矫治方法是不人道的，但是是有效的。许多人在教育营被迫作出“自愿招供”。教宗承认，至少在短期内，教会会面对黑暗。但她继续拥有抗议，祈祷和充分信靠天主的权力。庇护十二世在他最后的通谕中，祝福和安慰那些仍然忠于罗马教廷者：

## 庇护十二世关于中国的著作
- 1.	Instruction of the Sacred Congregation of the Propagation of Faith  on mission related issues AAS 1939, 269
- 2.	Instruction of the Sacred Congregation of the Propagation of Faith concerning Chinese rites AAS 1940, 24
- 3.	一九四五年聖誕廣播詞Christmas Message December 24, 1945, AAS 1946, 15
- 4.	Allocution to the new  Cardinals February 2, 1946 AAS 1946, 141
- 5.	Beatification of twenty-nine Chinese Martyrs,  November 27, 1946,  AAS 1947, 307
- 6.	教宗勗勉中國苦難教胞通諭 Apostolic Letter Cupimus Imprimis, 1952年1月18日, AAS 1952, 153
- 7.	致中国人民Encyclical Ad Sinarum Gentem, 1954年10月17日,  AAS 1955, 5
- 8.	Address to Historians August 9, 1955  AAS 1955, 672
- 9.	宗徒之长Encyclical Ad Apostolorum Principis,  1958年6月29日,  AAS 1958, 601

### 引用
1. ↑  Smit 195
2. 1 2  Smit 197
3. ↑  .   [2011-05-24]. （原始内容存档于2012-03-23）.
4. ↑  Giovanetti 230
5. ↑  Herder Korrespondenz 5,  201
6. 1 2 3 4 5   Lee, Joseph Tse-Hei. "Christianity in contemporary China: an update." Journal of Church and State 49.2 (2007)
7. 1 2  Giovanetti 232
8. ↑   Marsh, Christopher. "Revisiting China's 'Great Wall' of separation: religious liberty in China today." Journal of Church and State 50.2 (2008)
9. ↑  Evangelii Praecones, 11,12
10. ↑  Ad Sinarum Gentem 12-14
11. ↑  Ad Sinarum Gentem 15,16,  in AAS 1955, 5 ff
12. ↑  Cardinal Kung Foundation https://web.archive.org/web/20040605214624/http://www.cardinalkungfoundation.org/index2.html
13. 1 2  Giovanetti 250
14. ↑  Giovanetti 252
15. ↑  Ad Apostulorum Principis 49 in AAS, 1958
16. ↑  Dammertz 379